# 阿利科沃區

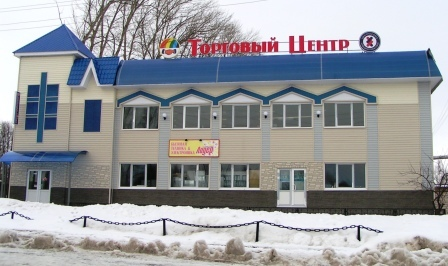

55°44′09″N 46°44′08″E / 55.73583°N 46.73556°E
阿利科沃區（俄语：Аликовский район），是俄羅斯的一個區，位於該國西部，由楚瓦什共和國負責管轄，始建於1927年10月1日，面積554.1平方公里，2010年人口18,282，人口密度每平方公里32.99人。